# Castello d'Agogna
Castello d'Agogna är en ort och kommun i provinsen Pavia i regionen Lombardiet i Italien. Kommunen hade 1 145 invånare (2018).